# Torre piezométrica

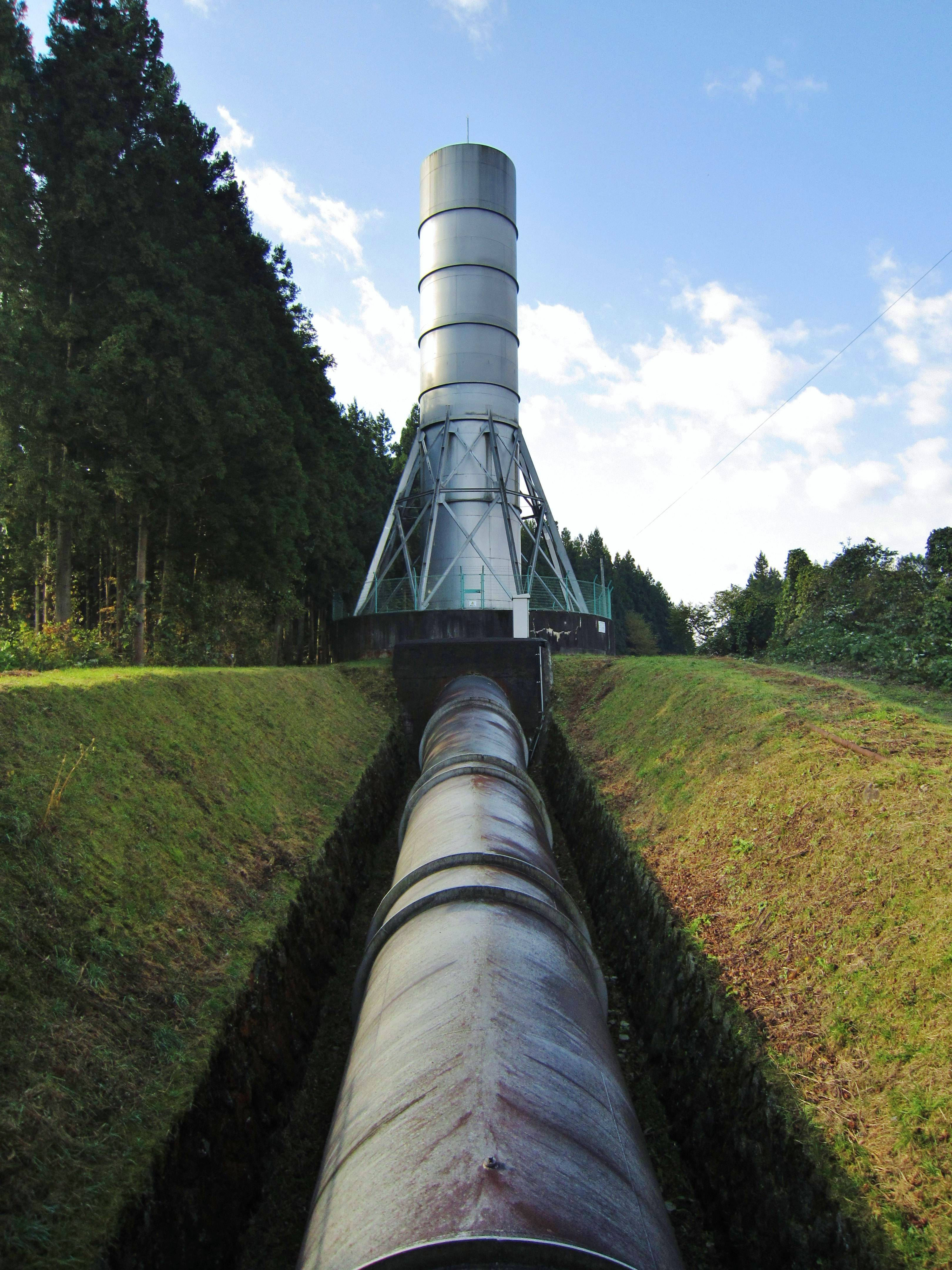
Torre piezométrica de la hidroeléctrica Isawa II

La chimenea de equilibrio o pozo de oscilación es una estructura complementaria en algunas centrales hidroeléctricas y estaciones de bombeo destinada a absorber las sobrepresiones y subpresiones causadas por el golpe de ariete en galerías o túneles.

Es una tubería vertical o depósito de almacenamiento, abierto o cerrado, situado en el trazado de una canalización cerrada, utilizado para absorber aumentos repentinos de presión, así como para proporcionar rápidamente agua adicional durante un breve caída de presión. 